# Haube (Vögel)

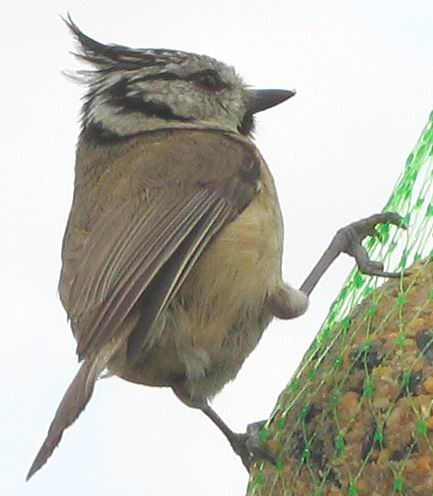
Haubenmeise

Der Begriff Haube oder Holle bezeichnet in der Ornithologie einen aufrichtbaren Federschopf auf dem Kopf von Vögeln. Die Haube ist eine Sonderbildung der Feder. Die Haubenfedern sind umgebildete Scheitelfedern. 
Ein Saisondimorphismus des Kleides, d. h. ein periodischer Wechsel zwischen Pracht- und Ruhekleid, ist bei Vögeln weit verbreitet. Manche Arten tragen daher nur in ihrem Prachtkleid eine Haube, etwa der Haubentaucher. Die Haube kann sowohl bei Weibchen als auch bei Männchen vorkommen. Sie kann herabhängend (z. B. bei der Reiherente), zweizipflig (z. B. beim Kiebitz), kronenähnlich (z. B. bei der Harpyie), fächerförmig aufrichtbar (z. B. beim Wiedehopf), zweigeteilt (z. B. beim Haubentaucher) oder mit dachartig gebogenen Fahnen (z. B. beim Inkakakadu) ausgebildet sein. 

## Rassetaubenzucht
In der Rassetaubenzucht unterscheidet man verschiedene haubenförmige Federstrukturen. 
Die Spitzhaube oder Spitzkappe ist charakteristisch für einige Farbentauben und Mövchen. Bei dieser Gefiederbildung enden die aufwärts wachsenden Federn des Hinterhalses und des Nackens am Hinterkopf in einer aufrechten, nach oben spitz zusammenlaufenden Haube.
Die Rundhaube umgibt bogenförmig den Hinterkopf und reicht bis an die Augen heran. Muschel-, Quer- und Schaufelhauben schließen zu beiden Seiten der Gehörgänge mit einem Federwirbel, der Rosette, ab. Sie sind typische Rassenmerkmale verschiedener Farben- und Trommeltauben. 

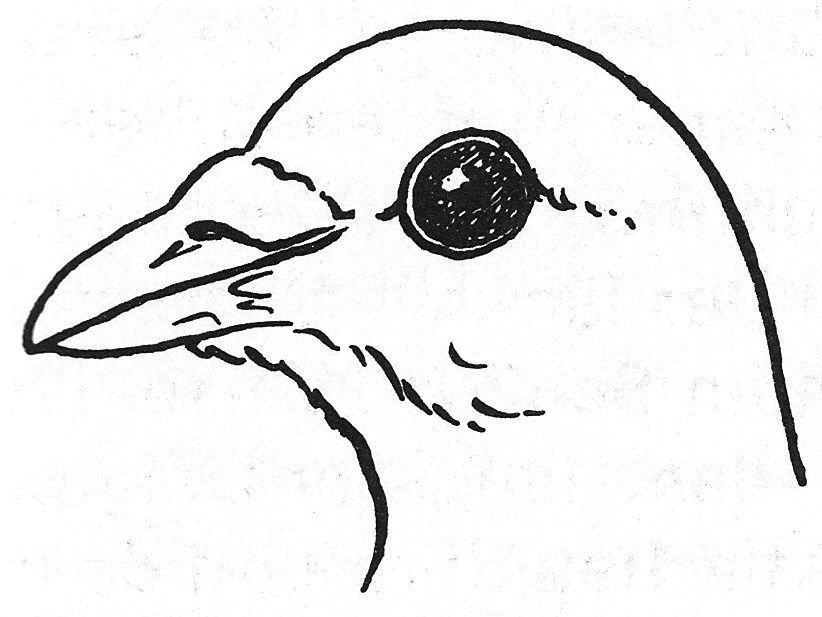
Grundtyp mit Glattköpfigkeit
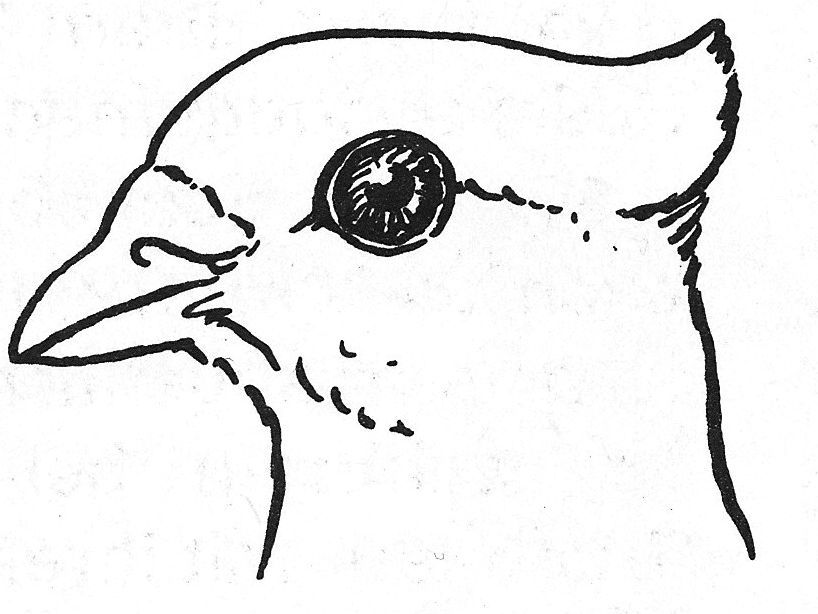
Spitzhaube
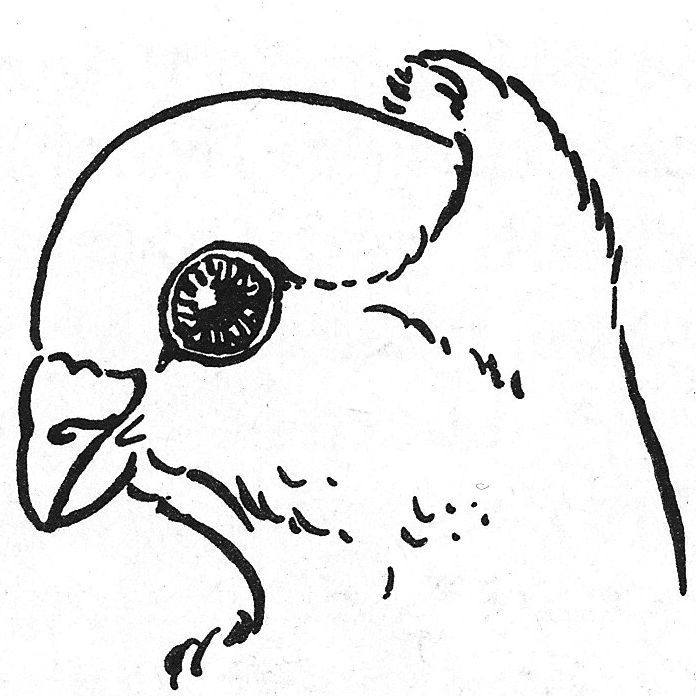
Muschelhaube

## Rassegeflügelzucht
Auch in der Rassegeflügelzucht sind verschiedene haubenförmige Federstrukturen vorhanden. 

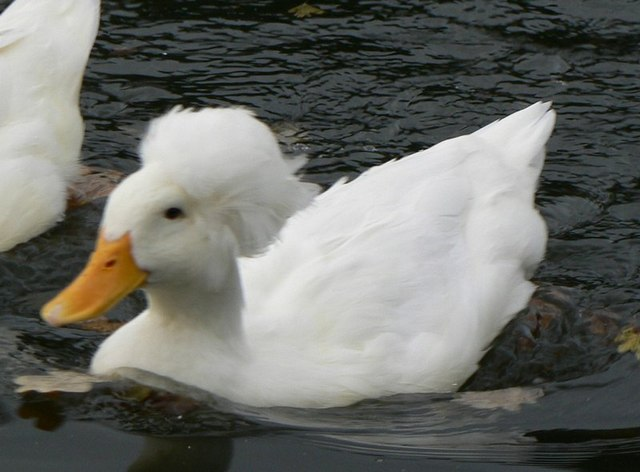
Weiße Landente mit Haube in England
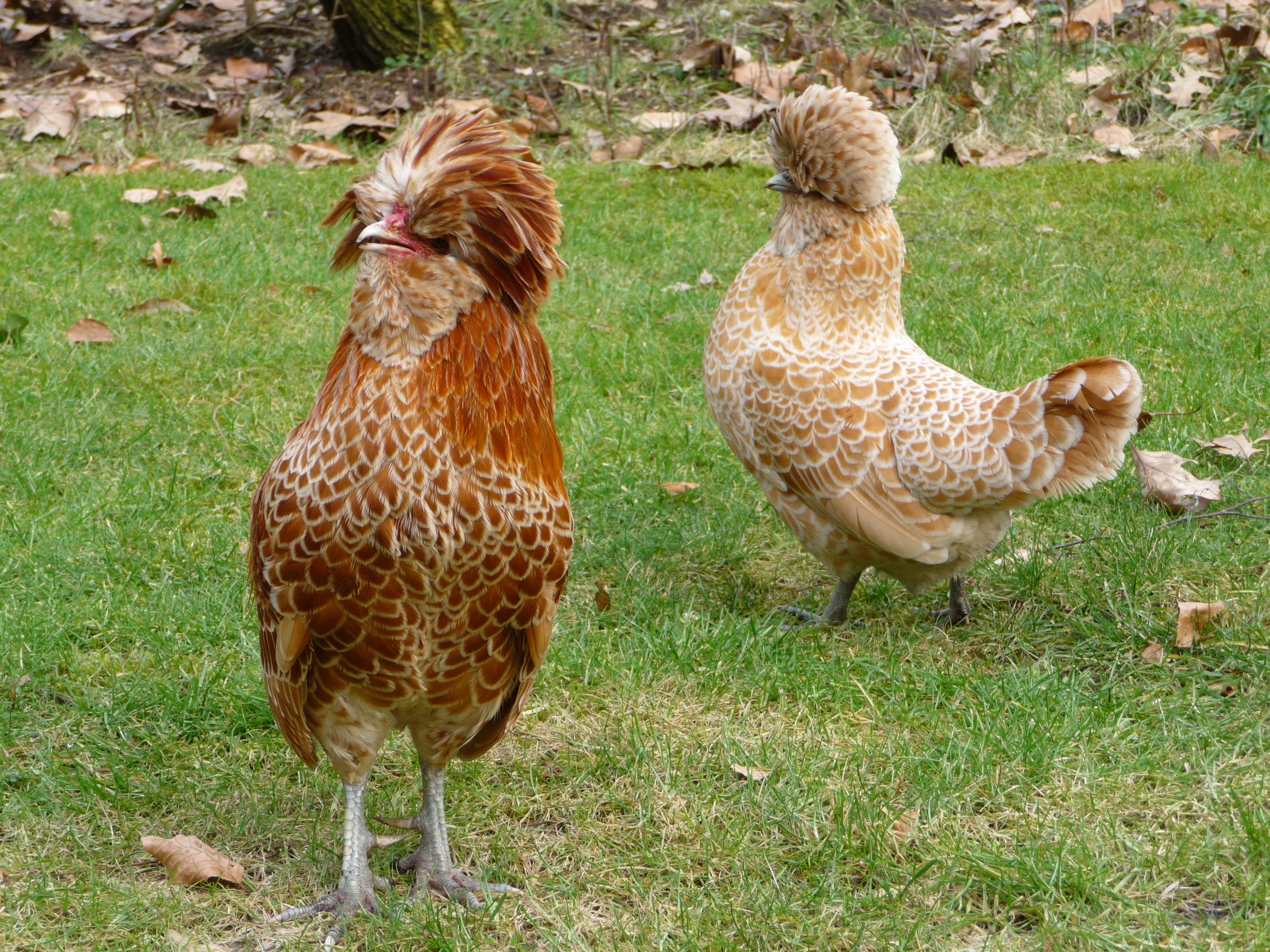
Paduaner mit großer Vollhaube
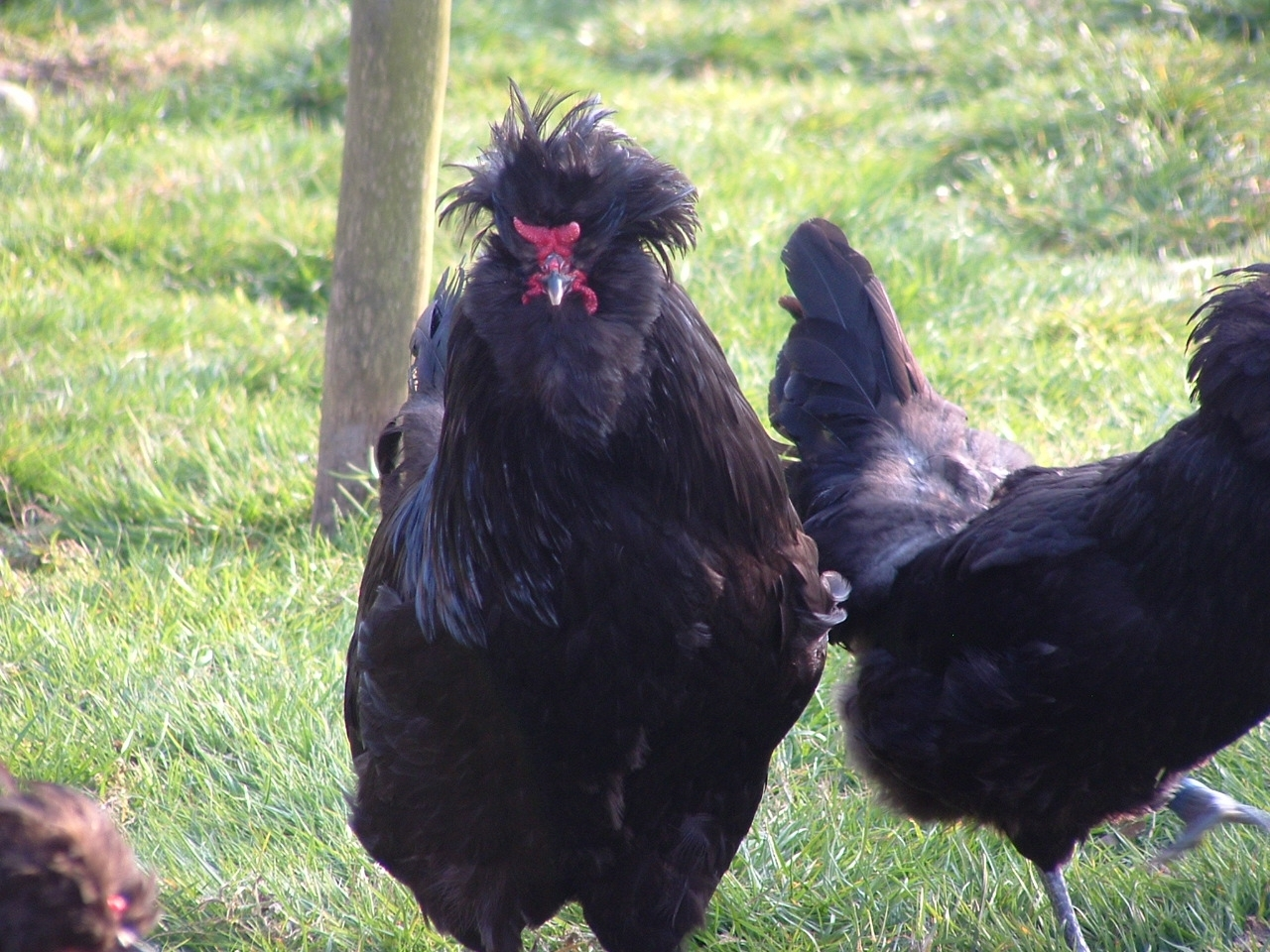
Crèvecœur
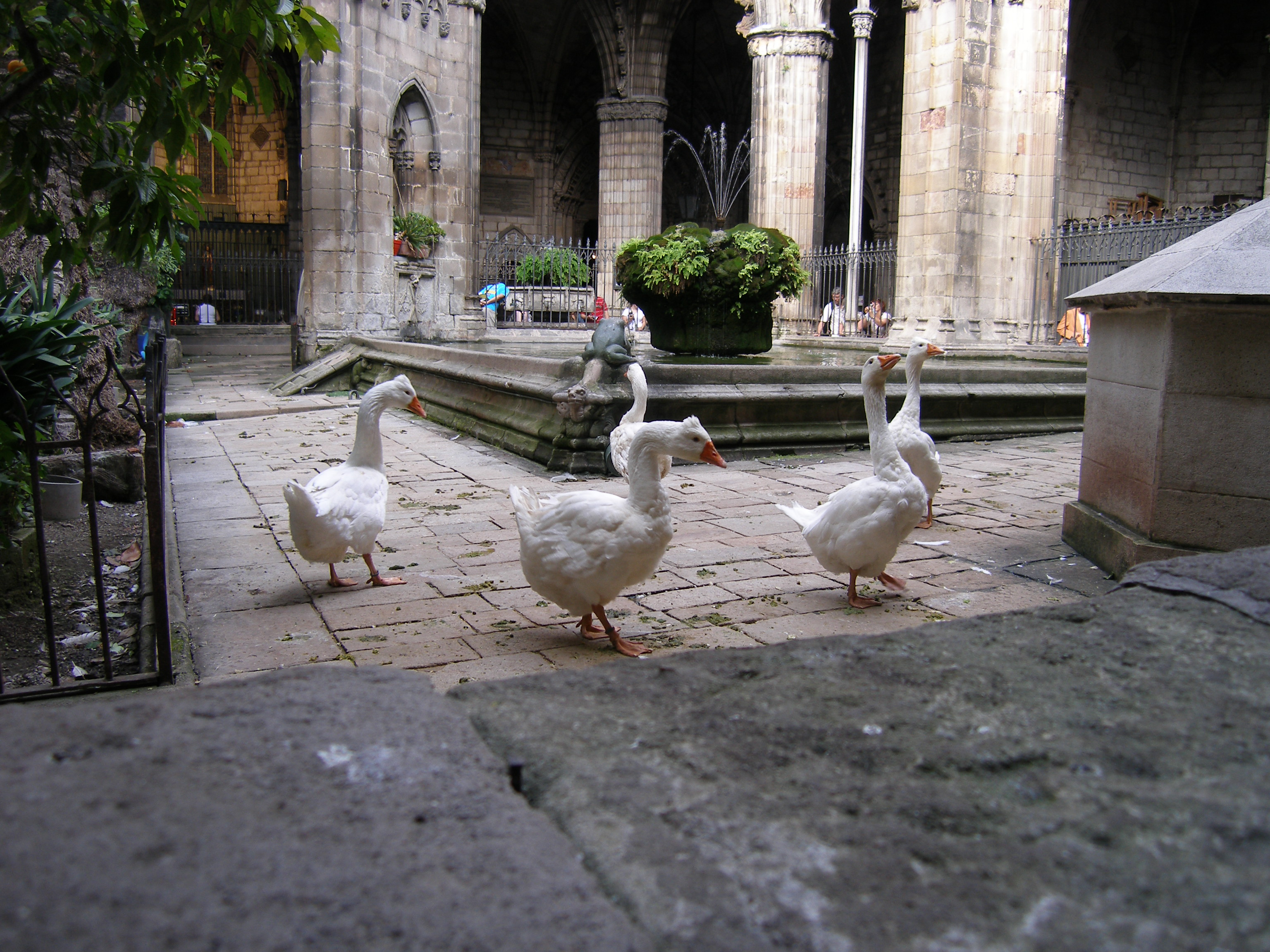
Emporda-Gänse